# Märkische Schlösser-Tour
Die Märkische Schlösser-Tour führt auf 197 km durch das Spree-Oder-Gebiet in Brandenburg.

## Wegstreckenzeichen
Als Wegstreckenzeichen dient ein Schlüsselloch mit Krone.

## Sehenswürdigkeiten an der Wegstrecke
Direkt an den Radwanderweg angebunden sind elf kulturhistorisch interessante Schlösser und Herrenhäuser, teilweise in Parks gelegen. Der Radweg selbst führt in Form einer Acht entlang alter Alleen unter anderem zum Schloss Steinhöfel, Gutshaus Sauen, Schloss Groß Rietz, Schloss Alt Madlitz, Schloss Gusow, Schloss Wulkow und Schloss Neuhardenberg. Es findet sich die Burg Beeskow ebenso an der Strecke, wie eine erhaltene Gutsanlage in Falkenhagen, das Schloss Trebnitz oder das Schloss Kossenblatt in der Gemeinde Tauche. Landschaftliche Besonderheiten bietet die Tour unter anderem bei der Querung der geschützten Flussaue der Krummen Spree, die auf der 1992 nach historischem Vorbild errichteten Zugbrücke Briescht passiert wird.

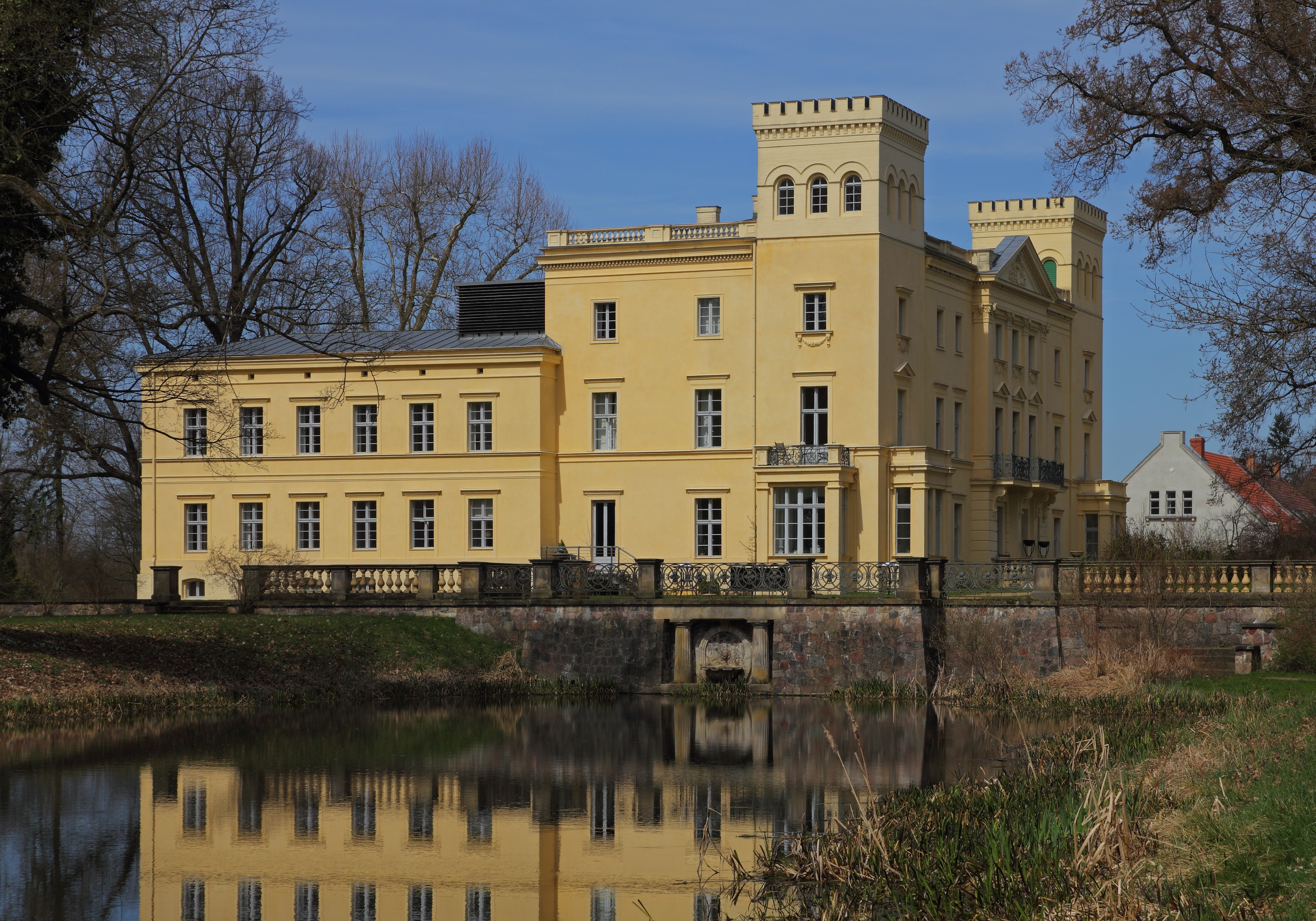
Schloss Steinhöfel
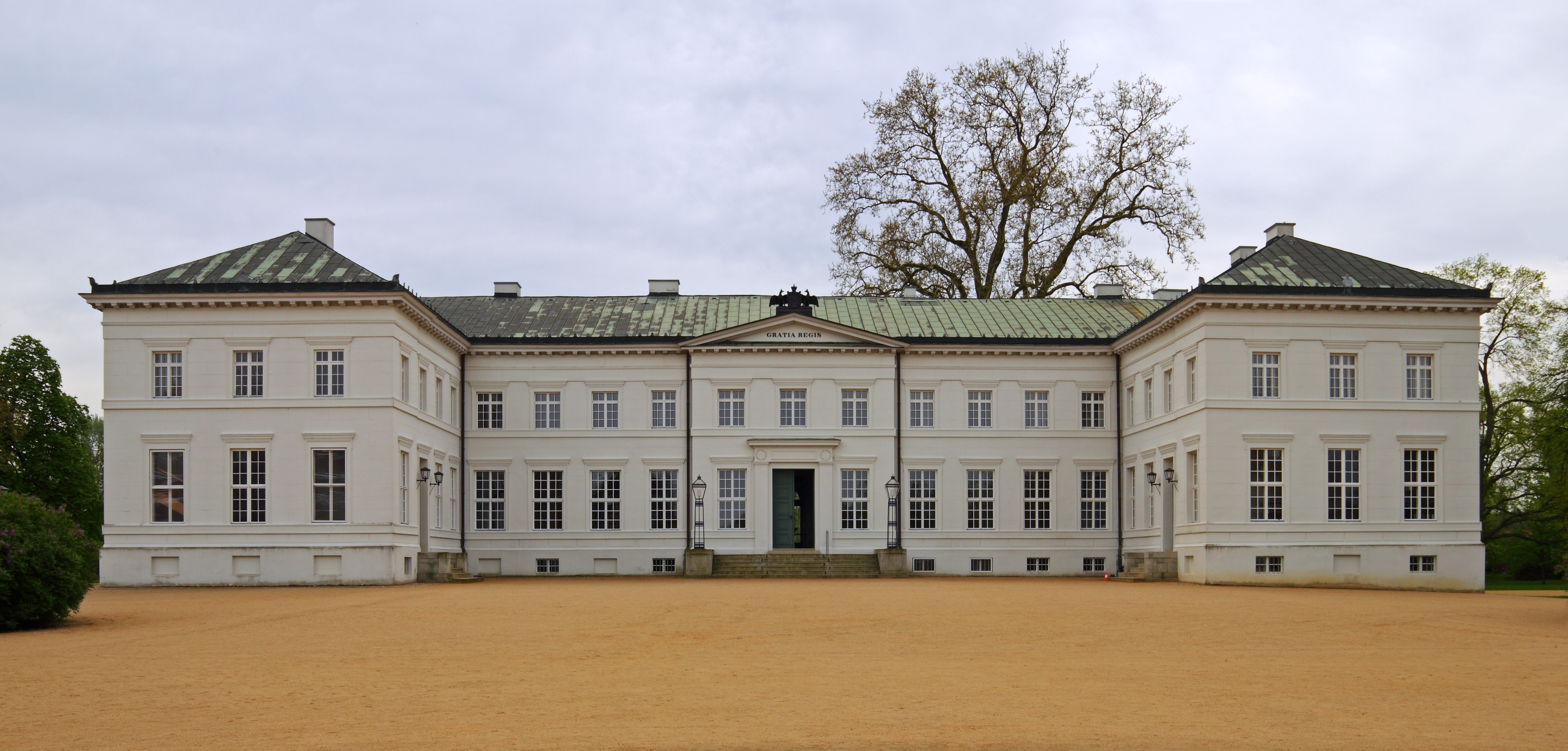
Schloss Neuhardenberg
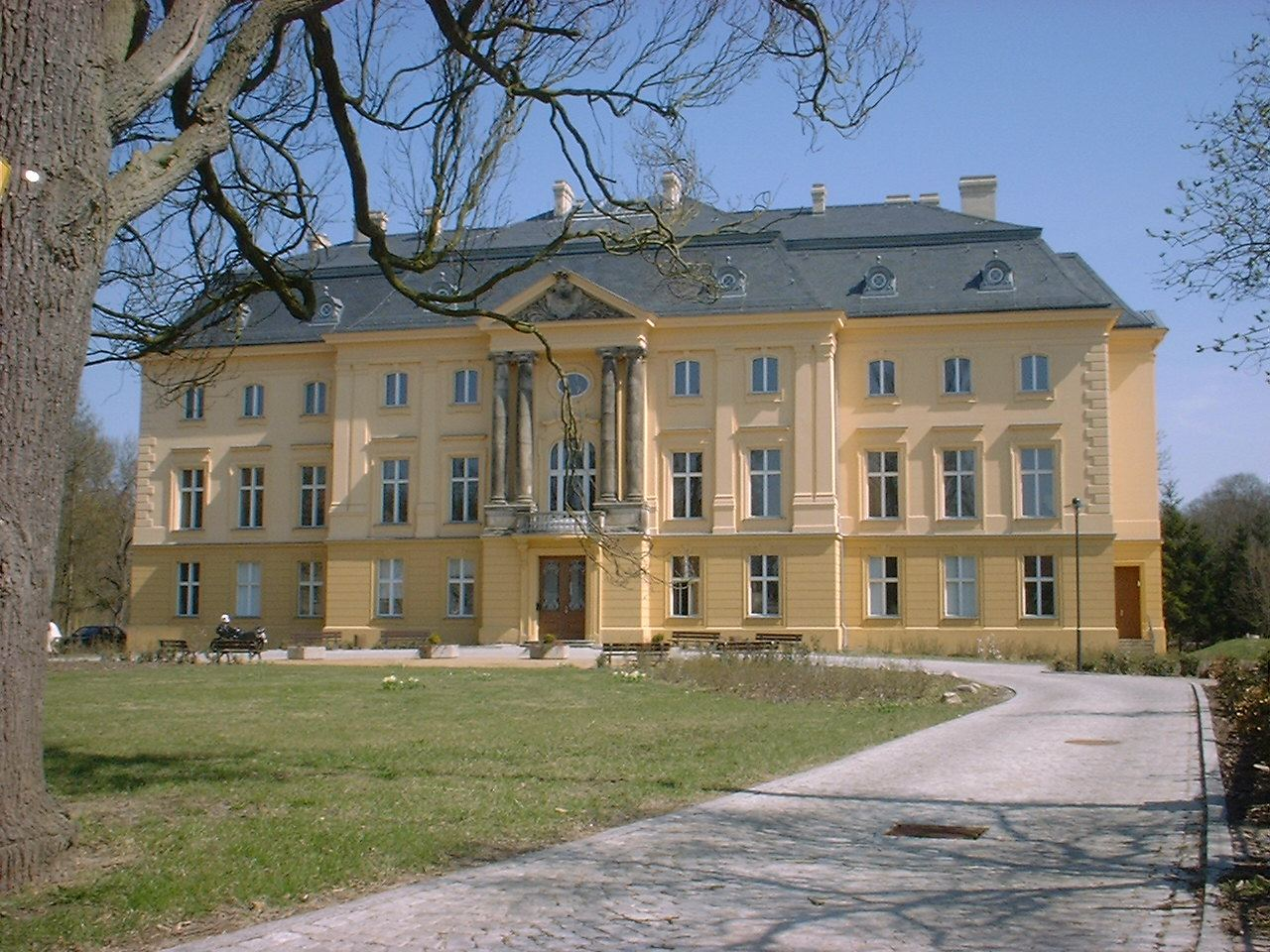
Schloss Trebnitz
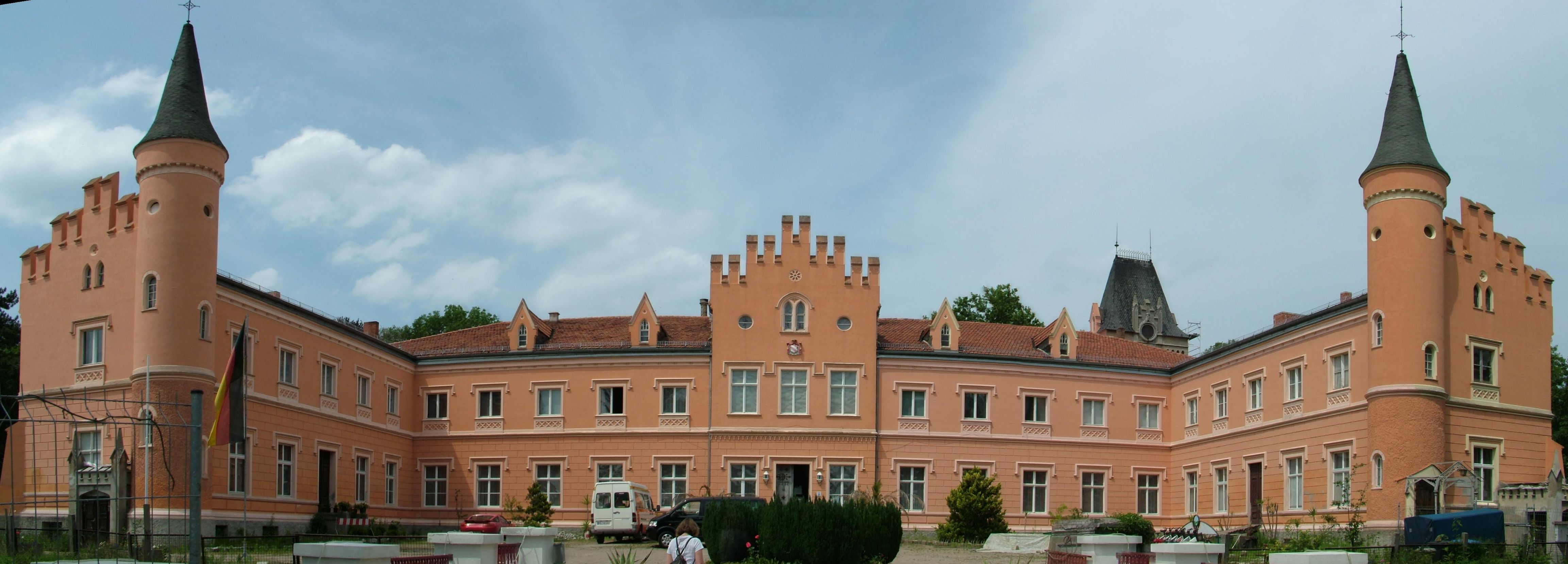
Schloss Gusow
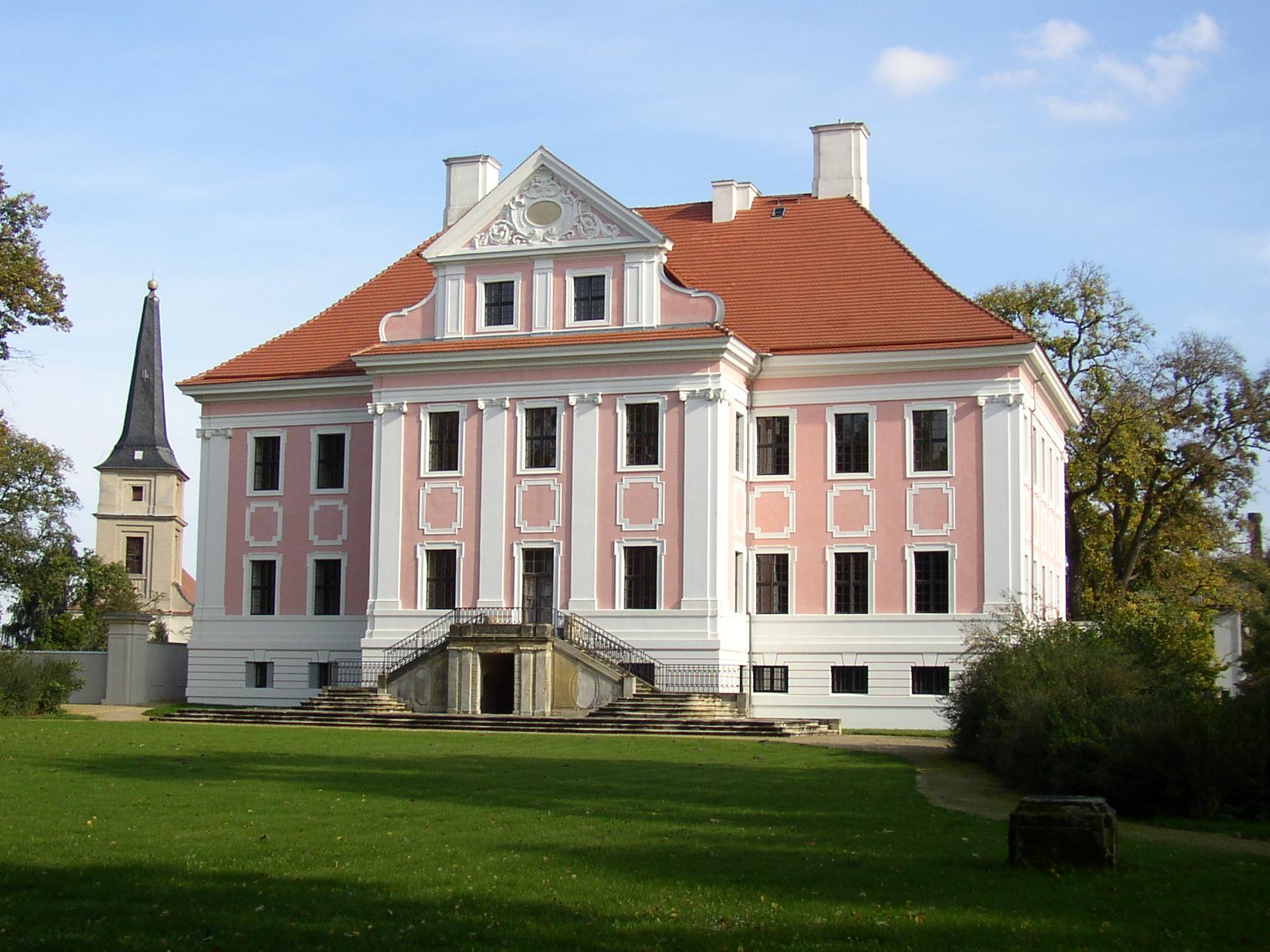
Schloss Groß Rietz

## Radwegenetz
Der Radwanderweg bietet die Möglichkeit, an weitere Wege anzuknüpfen, beispielsweise an die Oder-Spree-Tour, den Spreeradweg oder auch die Tour Brandenburg. Das gesamte Netz verfügt über gute ausgebaute Radwege, nur kurze Strecken sind unbefestigter Wege, sowie kleinere Ortsverbindungsstraßen. 

## Quelle
- ADFC-Tourenportal
- Karte mit dem Streckenverlauf (PDF; 1,4 MB)